# Грасбрунн
Грасбрунн (нім. Grasbrunn) — громада в Німеччині, розташована в землі Баварія. Підпорядковується адміністративному округу Верхня Баварія. Входить до складу району Мюнхен.
Площа — 23,59 км2. Населення становить 6761 ос. (станом на 31 грудня 2020).